# AS Adema
Association Sportive Aéroport de Madagascar Analamanga, kurz AS Adema, ist ein madagassischer Fußballverein aus der Hauptstadt Antananarivo.

## Geschichte
Der Verein wurde 1955 gegründet. 2007, 2008 und 2009 wurde der Klub Pokalsieger. Die Meisterschaft feierte der Verein 2002, 2006, 2012 und 2021. Das Spiel um den Supercup gewann man 2006 und 2008.
Nach der Meisterschaft 2021 fusionierte AS Adema mit Dato FC und spielt derzeit unter den Namen A Dato FC in der Pro League Madagascar.

## Erfolge
- Madagassischer Meister: 2002, 2006, 2012, 2021
- Madagassischer Pokalsieger: 2007, 2008, 2009
- Madagassischer Pokalfinalist: 2012, 2013, 2014, 2015
- Madagassischer Supercup-Sieger: 2006, 2008

## Stadion

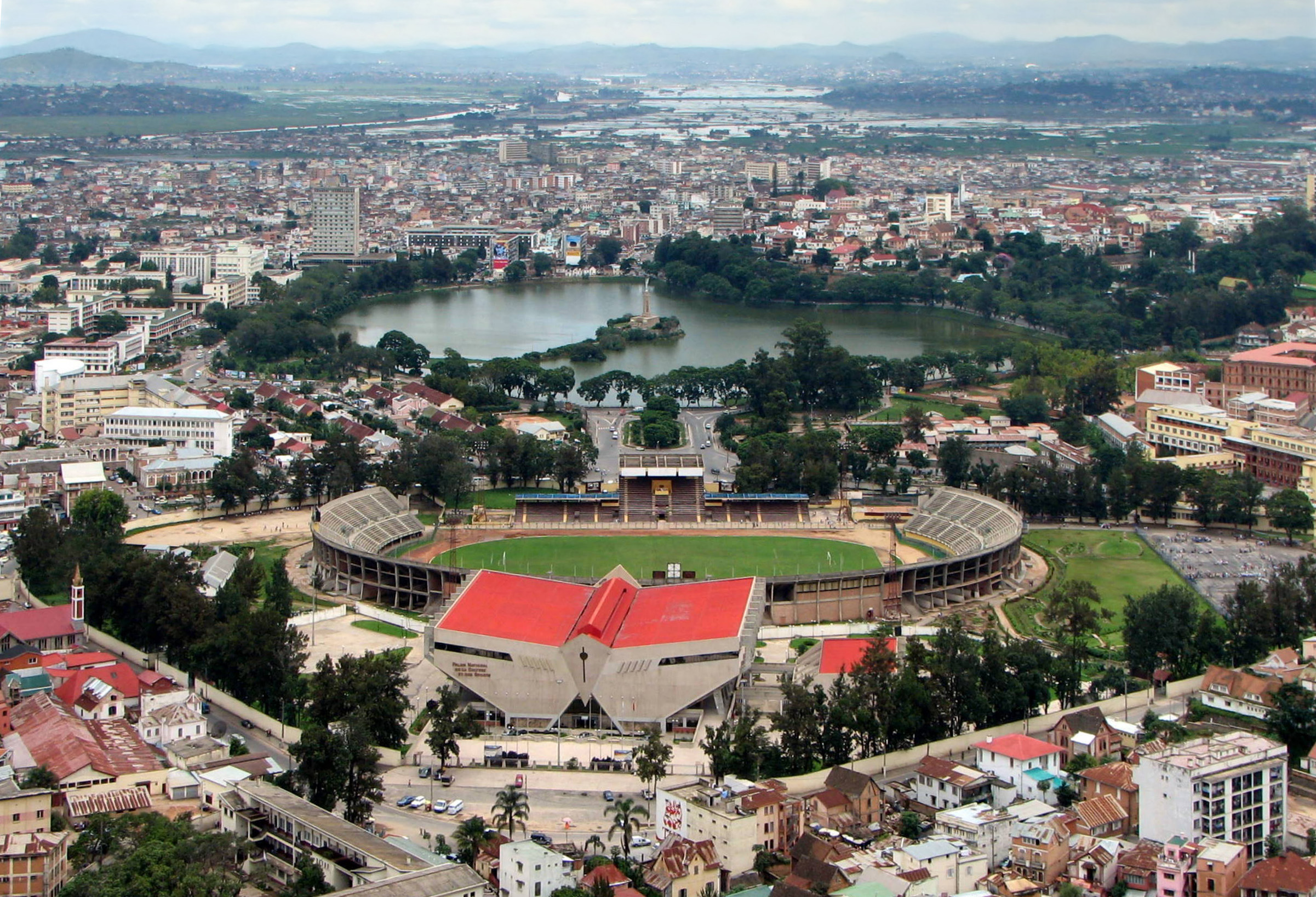
Stade Municipal de Mahamasina

Der Verein trägt seine Heimspiele im Stade Municipal de Mahamasina in Antananarivo aus. Das Stadion hat ein Fassungsvermögen von 40.880 Personen.

## Trainer
| Trainer      | Nation     | von          | bis             |
| ------------ | ---------- | ------------ | --------------- |
| Auguste Raux | Madagaskar | 1. Juli 2007 | 12. Januar 2008 |